# 韶山7型电力机车
韶山7型电力机车（SS7）是中国铁路的电力机车车型之一，是根据山区小半径曲线区段电气化铁路而研制的客、货运两用干线电力机车，由大同机车厂、株洲电力机车研究所于1992年研制成功，1996年投入批量生产，累计生产了113台。韶山7型电力机车消化吸收了进口8K、6K型电力机车的先进技术，应用了Bo-Bo-Bo轴式转向架、两段相控整流桥电路、复励牵引电动机、再生制动、功率因数补偿等技术。

## 发展历史

### 背景
1980年代末，中国的电气化铁路大多为山区铁路，例如宝成铁路、成渝铁路、贵昆铁路、石太铁路、鹰厦铁路等，这些铁路不仅弯道较多，且曲线半径小，不少为250～350米半径的小半径曲线。当时国产电力机车车型主要为韶山1型、韶山3型电力机车，均采用Co-Co轴式，导致轮缘和钢轨磨耗严重；而Bo-Bo-Bo轴式与Co-Co轴式相比，机车走行部在小半径多弯道的线路上更具有明显的优越性。为了研制适用于山区小半径曲线区段铁路的电力机车，株洲电力机车研究所于1989年率先设置了Bo-Bo-Bo轴式电力机车走行部的研制课题，对Bo-Bo-Bo轴式电力机车的动力学性能、横向稳定性能、粘着重量利用性能进行了理论计算和分析。在此基础上，株洲电力机车研究所随后向中华人民共和国铁道部上报有关研制Bo-Bo-Bo轴式电力机车的建议，并得到大力支持。

### 研制
1990年5月，铁道部正式下达了韶山7型电力机车设计任务书，由大同机车厂、株洲电力机车研究所、成都机车车辆厂等单位共同研制；同年12月，铁道部科技司代表国家计委，对韶山7型电力机车的技术设计进行了论证和审查，并列入国家重点企业技术开发项目、中国第八个五年计划重点科研项目。1991年1月，韶山7型电力机车通过了技术设计审查；同年5月至8月又对牵引电动机、转向架等部件进行了设计审查。为了令新机车更符合实际需要，铁道部决定分别试制两台样车，在第一台机车的试验过程中收集运用部门的意见，修改设计后再试制第二台机车。

### 试验
首台韶山7型电力机车于1992年12月30日出厂，并于1993年3月至1994年12月间交付成都铁路局马角坝机务段，在宝成铁路广元至成都区段投入20万公里运行考核。根据首台机车运用中发现的问题，对设计进行了12项改进后开始制造第二台机车。1994年3月，第二台韶山7型电力机车也在马角坝机务段投入了10万公里运用考核试验。
1994年12月，两台机车均已完成运行考核。根据铁道部安排，第一台机车返回大同机车厂，对其进行解体检查，证明各主要部件状况良好，并将首台机车按照第二台机车的设计进行了相应的12项改进。而第二台机车于1995年3月转赴山西省，在同蒲铁路大新至宁武区段进行了动力学试验；后转往铁道科学研究院北京环行铁道进行余下的型式试验。1995年9月，韶山7型电力机车正式通过部级技术鉴定，并于1996年起开始批量生产，1997年获铁道部科技进步一等奖和国家科技进步二等奖。

### 生产及运用
| 配属                  | 数量 | 机车编号                                    | 运用                        |
| --------------------- | ---- | ------------------------------------------- | --------------------------- |
| 南宁铁路局 柳州机务段 | 111  | 0001～0079、0085～0111 0080～0084（客运型） | 湘桂铁路、黎湛铁路 河茂铁路 |
| 山西孝柳铁路          | 2    | 8112～8113                                  | 孝柳铁路                    |

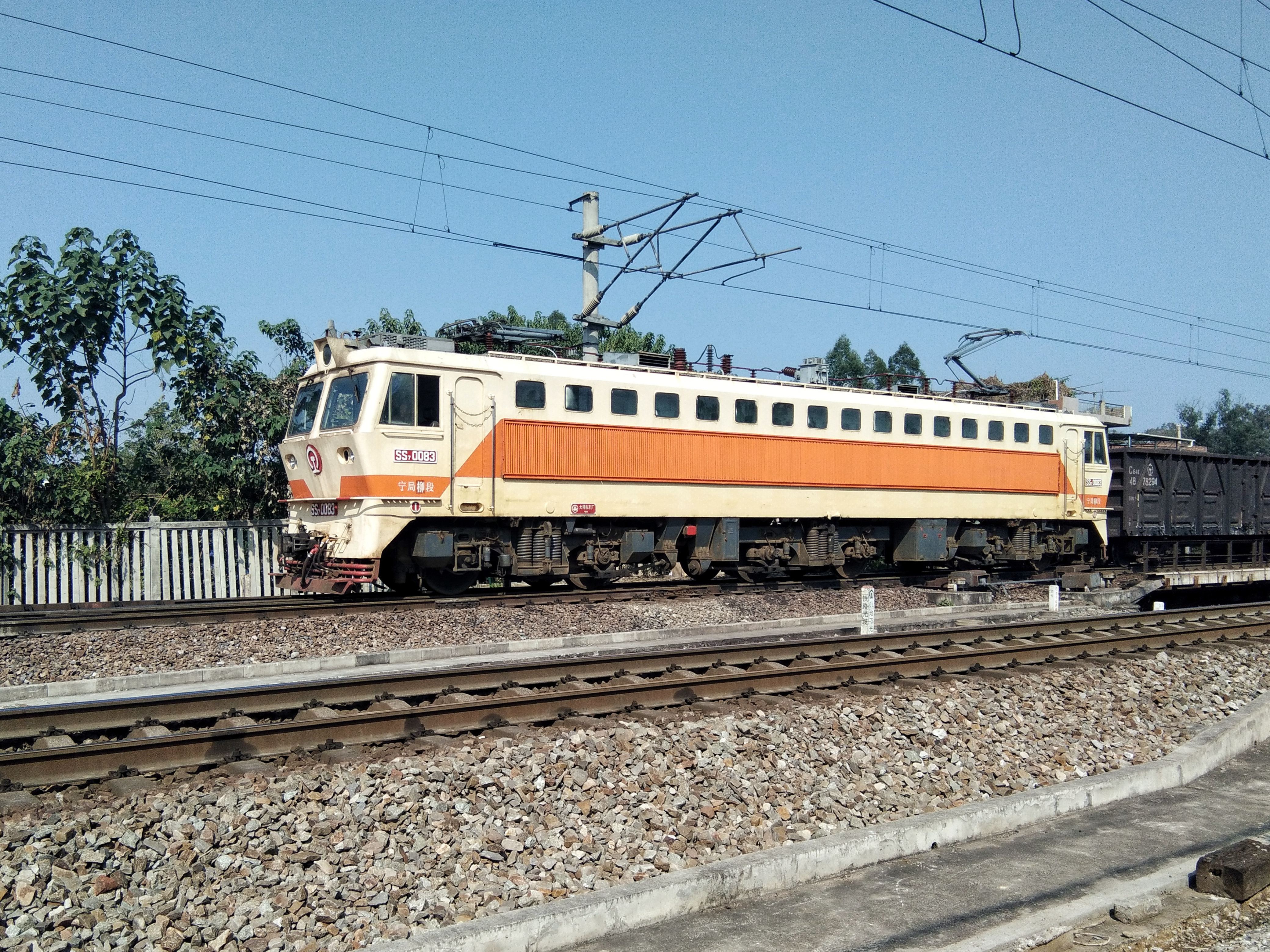
第0083号韶山7型电力机车，2017年12月。这台机车是五台韶山7型电力机车（0080～0084）（即韶山7C型电力机车的原型车）其中一台机车。

首批韶山7型电力机车于1996年9月配属成都铁路局成都机务段，同年10月28日投入运用。1997年12月，南昆铁路开通运营，韶山7型电力机车开始大批配属昆明铁路局昆明机务段和柳州铁路局（今南宁铁路局）南宁机务段，同时原配属成都机务段的韶山7型机车全部调至昆明机务段。
截至2007年，大同电力机车厂累计生产了113台韶山7型电力机车。其中五台韶山7型电力机车（0080～0084）是韶山7C型快速客运电力机车的原型车，由大同机车厂于1998年生产。虽然仍然沿用韶山7型机车的车体结构，但其电机电器、牵引性能以及车身涂装均与韶山7C型机车大致相同，构造速度为120公里/小时，轴重22吨，惟不设机车供电插座。该五台机车出厂后，连同首两台韶山7C型电力机车样机，配属郑州铁路局西安机务段，于1998年10月投入陇海铁路进行运行考核，担当西安至宝鸡、西安至郑州的客运牵引任务；至2001年后，西安机务段的韶山7型、韶山7C型电力机车逐步调至安康机务段，投入襄渝铁路、西康铁路运用。此外，山西省孝柳铁路公司于2006年订购了两台韶山7型机车，编号8112及8113，于2007年3月14日出厂。
2007年8月，由昆明机务段调拨24台韶山7型机车到南宁机务段，由柳州铁路局集中配属，担当南昆铁路跨局货运长交路。2009年，昆明机务段余下的所有韶山7型机车全部改配属南宁机务段。2011年，由西安机务段调拨5台韶山7型机车到南宁机务段；至此，南宁机务段配属韶山7型机车111台，山西孝柳铁路配属韶山7型机车2台。2015年，南宁机务段从青藏铁路公司西宁机务段接收一部分和谐1C型电力机车担当南昆铁路跨局货运长交路，同年湘桂铁路柳州到南宁区间电气化改造完成，韶山7型机车担当该区间货运交路。2016年3月后，大部分原配属于南宁机务段的韶山7型机车陆续转配柳州机务段。2017年后，随着黎湛铁路以及河茂铁路电气化改造相继完成，韶山7型机车亦开始担当两条铁路的货运交路。
2019年起，因南宁局大规模配属和谐1C型机车，部分车况较差的韶山7型开始下线（包含韶山7C实验车0080-0084），被送至桂林和南宁南封存。2020年初，部分封存的韶山7型（包含韶山7C实验车0080-0084）在桂林被拆解。2020年由于柳州机务段配属HXD3CA型电力机车和配属南宁机务段的和谐1C型电力机车加入湘桂线和黎湛线货运交路，大量韶山7型下线封存，不过仍有部分韶山7型在南宁机务段进行了中修（如0003和0045号机车）。
2024年1月初，所有配属柳州机务段的韶山7型机车下线封存报废，结束了其在国铁32年的运用历史。

## 技术特点

### 总体布置

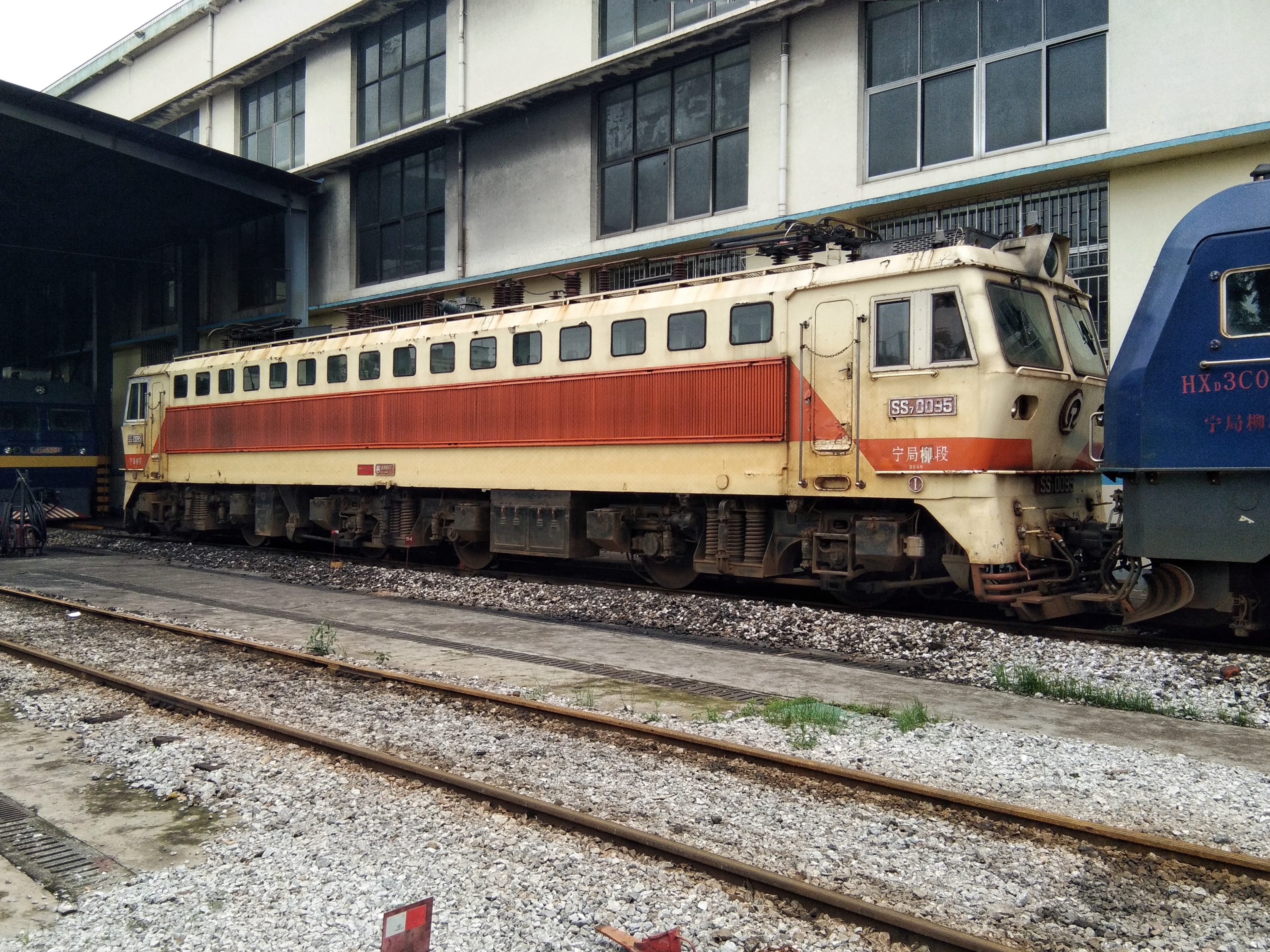
第0095号韶山7型电力机车，2018年5月。此车II端司机室左侧窗使用非标准化司机室版同型机车的侧窗，而右侧窗则使用非标准化司机室版东风4D型内燃机车的侧窗。

韶山7型电力机车是六轴干线客货运通用电力机车。车体采用了框架式整体承载结构，总体布置沿用了中国“韶山”系列国产电力机车的传统方式，为双侧走廊、两端司机室；主要电器设备以机车最重设备主变压器为中央，其他设备分平面斜对称布置为主，有利于重量平衡；车顶两端司机室之后各装一台TSG3型（仿8K型机车受电弓）或LV-2600III型（仿6K型机车法维莱受电弓）单臂式受电弓；车顶中部装一台主断路器。司机室内设有正副司机操纵台及空调机组等设备，而从0095号机车及之后出厂的机车则采用标准化司机室。
车内电气设备借鉴了8K型机车的布置方式，实现屏柜化、单元化。由于韶山7型电力机车采用Bo-Bo-Bo轴式转向架，使主变压器只能安装在车体内，为了进一步减少所占空间，因此将平波电抗器、功率因数补偿电抗器、高压电流互感器等全部装在变压器内，共用冷却油箱，组成为组合式变压器，并卧放在车体中部。通风系统采用车体通风方式，侧墙竖式百叶窗是车内设备通风冷却的进风窗口，经过通风支路向牵引电动机、整流装置、变压器、稳定电阻等设备冷却。

### 机车主电路
韶山7型电力机车是交—直流电传动的单相工频交流电力机车。接触网导线上的25千伏单相工频交流电电流，经受电弓进入机车后经过主断路器再进入主变压器，交流电从主变压器的牵引绕组经过晶闸管整流后，向六台分两组并联的牵引电动机集中供应直流电，使牵引电动机产生转矩，将电能转变为机械能，经过齿轮的传递驱动轮对。
机车主电路沿用8K型机车的晶闸管两段串联相控整流桥调压方式，由一段半控整流桥和一段全控整流桥组成，牵引时实现相控无级调速特性控制，而使用再生制动时全控挢变为逆变装置，半控桥作为励磁电源装置。韶山7型型电力机车虽然拥有三组转向架，但在主电路中只有两组，中间转向架上的两台牵引电动机分属前后两组，机车牵引时向两组各三台牵引电动机并联供电，有利于充分发挥粘着、防止发生空转；此外，每调压整流电路还有一段励磁半控桥给三台串联的电机他励绕组供电。由于韶山7型机车采用了复励牵引电机，因此只要平滑减少他励电流，就能够实现无级磁场削弱，并实现机车恒功速度范围达到44～80公里/小时。
机车主电路并带有功率因数补偿装置，兼作三次谐波滤波器，通过在主电路中投入或切除电容器来提高机车的功率因数，机车在50～100%功率范围内功率因数均可大于0.9，以提高电气化铁路的总效率、减少对无线通信的干扰。韶山7型机车并设有再生制动，制动时可向电网反馈电能，反馈电能约为总消耗电能的3%，轮周制动功率4000千瓦。此外，韶山7型电力机车并预留了向旅客列车供电功能，在主变压器设置了容量为800kVA、电压为1500V×2的交流供电绕组，但没有可供配套使用的铁路客车，列车供电功能并未开放使用。目前有部分机车取消了列车供电插座。

### 转向架
机车走行部为三台二轴转向架，所有车轴均为动轴，机车轴式Bo-Bo-Bo，机车固定轴距较短，曲线通过性能好。与传统Co-Co轴式机车相比，在小半径弯道线路上运行时，导向轮对作用于钢轨的侧向力下降30～60%，轮对作用于构架的横向力平均减小30%，导向外轮的冲角和轮缘磨耗指数分别减少约20%和40%，脱轨系数约降低30%。转向架设计借鉴了6K型电力机车，采用旁承弹簧承受车体载荷的无摇枕转向架。三台转向架各自独立，中间转向架与两端转向架的区别在于增加了横向位移的横动装置，相对于车体有多达220毫米的横向偏移量，取消了停车制动装置，二系悬挂静挠度稍大，因此无法与两端转向架互换使用。
韶山7型机车并沿用了6K型机车的Z型低牵引拉杆牵引装置，车体上有六个牵引拉杆座，通过六根牵引拉杆分别与三台转向架呈“Z”形联接，两端转向架牵引点交于轨面以下10毫米，并能够灵活调节，有利于通过曲线和减少轴重转移，辅之以电气轴重转移补偿，能获得较高的粘着性能。一系悬挂采用轴箱螺旋弹簧和橡胶垫加油压减震器的独立悬挂结构；二系悬挂采用螺旋弹簧系统、橡胶元件和油压减震器的组合，中间转向架并设有滚子轴承。基础制动装置采用双侧制动独立单元制动器。转向架并设有储能停车制动器、轮缘喷油器等。
每台转向架装有两台由永济电机制造的ZD111型复励脉流牵引电动机，为六极、中电压、带有补偿绕组、全H级绝缘、全叠片机座的脉流电动机，持续功率800千瓦。复励电机具有他励绕组，牵引工况下空转时，不会失去他励磁场，因此再粘着特性较好。牵引电机采用滚动轴承抱轴悬挂结构、单边直齿传动。

### 控制系统
韶山7型电力机车采用标准电子控制装置，具有恒流起动及准恒速运行特性控制、粘着特性限制、恒功限压、轴重转移电气补偿等功能。在机车起动时按恒流方式起动，待进入特性曲线的斜线段后按调速手轮所指定的速度范围内准恒速运行；而在制动时机车也具有同样的限流准恒速控制特性。韶山7型机车并设有微机防空转系统，以一个16位英特尔8098微控制器为控制核心，通过检测轮周速度差异进行电机减载、自动撤砂来校正牵引力，防止轮轨擦伤。

### 技术问题
主变压器漏油是韶山7型电力机车的常见故障之一，主要原因包括，变压器油箱、储油柜及散热器等组件焊接质量不良；主变压器和变风机连接处出现裂纹导致变压器箱体漏油；以及密封件老化或质量不过关造成变压器密封失效。韶山7型0017号机车曾经发生主变压器漏油而导致机车烧毁，事故后由大同机车厂重新制造了一台韶山7型机车作为替代，沿用相同车号。
韶山7型电力机车投入运用初期其整流柜经常发生故障，硅机组元件击穿时有发生，由于无法自动切除故障支路或故障整流桥，而造成硅机组大面积烧损，仅2003年5月至10月间便有14台韶山7型机车出现问题。为此大同机车厂修改设计，为所有韶山7型机车硅机组阀侧增加了快速熔断器，以自动隔离击穿硅元件的整流桥，防止故障扩大。但改造实施后，机车又频繁发生快速熔断器爆炸喷弧的情况，甚至在硅元件正常情况下也时有发生，主要原因的快速熔断器检测不足。

## 机车命名
| 机车编号 | 名称       | 配属                 | 备注                       |
| -------- | ---------- | -------------------- | -------------------------- |
| SS7-0076 | 五四红旗号 | 昆明铁路局昆明机务段 | 已摘牌，后转配到南宁机务段 |

## 参看
- 6K型电力机车
- 韶山7B型电力机车
- 韶山7C型电力机车
- 韶山7D型电力机车
- 韶山7E型电力机车

## 备注
1. ↑  孝柳铁路订购的两台韶山7型电力机车原车号为0112和0113，但由于该公司亦有配属编号为0112和0113的两辆韶山3B型电力机车，因此这两台韶山7型电力机车变更车号为8112及8113。